# سلفادور سانشيز فاسكيز
سلفادور سانشيز فاسكيز (بالإسبانية: Salvador Sánchez Vázquez)‏ هو سياسي مكسيكي، ولد في 21 أكتوبر 1940 في تبيك في المكسيك. حزبياً، نشط في الحزب الثوري المؤسساتي. وقد انتخب عضو مجلس الشيوخ من المكسيك وانتخب عضو مجلس النواب المكسيك.